# Lampides buruana
Lampides buruana är en fjärilsart som beskrevs av Holland 1900. Lampides buruana ingår i släktet Lampides och familjen juvelvingar. Inga underarter finns listade i Catalogue of Life.